# Élections partielles québécoises de juin 2015
Les élections partielles québécoises de juin 2015 ont eu lieu le 8 juin 2015 afin d'élire les députés des circonscriptions provinciales de Jean-Talon et de Chauveau à la suite des démissions respectives d'Yves Bolduc et de Gérard Deltell. Elles sont déclenchées le 6 mai 2015.

## Jean-Talon

### Contexte
Ministre de l'Éducation contesté, Yves Bolduc démissionne de son poste de ministre comme de son mandat de député le 26 février 2015. Une partielle est donc automatiquement déclenchée dans Jean-Talon, circonscription de Québec représentée par le Parti libéral du Québec depuis 1966.
Le Parti libéral du Québec investit rapidement Sébastien Proulx, député adéquiste de Trois-Rivières et leader parlementaire de l'opposition officielle à l'Assemblée nationale du Québec de 2007 à 2008. Transfuge assumé, il travaille pour Philippe Couillard depuis son élection au poste de Premier Ministre.
Le Parti québécois, lui, investit son candidat de 2014, l'entrepreneur Clément Laberge. Il s'était alors incliné devant Yves Bolduc, obtenant 22,48 % et la deuxième place. Il était suivi par la Coalition avenir Québec qui a cette fois-ci choisi Alain Fecteau, lui aussi entrepreneur.
Un chef de parti a annoncé sa candidature dans la circonscription : Sol Zanetti, d'Option nationale.
Le 6 mai 2015, le conseil des ministres déclenche l'élection et fixe le scrutin au 8 juin, en même temps que l'élection partielle dans Chauveau.

### Résultats
|                                                                                               | Nom                      | Parti                        | Nombre de voix | %      | Maj.  |
| --------------------------------------------------------------------------------------------- | ------------------------ | ---------------------------- | -------------- | ------ | ----- |
|                                                                                               | Sébastien Proulx         | Libéral                      | 8 214          | 41,8 % | 2 320 |
|                                                                                               | Clément Laberge          | Parti québécois              | 5 894          | 30 %   | -     |
|                                                                                               | Alain Fecteau            | Coalition avenir             | 2 717          | 13,8 % | -     |
|                                                                                               | Amélie Boisvert          | Québec solidaire             | 1 503          | 7,6 %  | -     |
|                                                                                               | Sol Zanetti              | Option nationale             | 474            | 2,4 %  | -     |
|                                                                                               | Elodie Boisjoly-Dubreuil | Vert                         | 472            | 2,4 %  | -     |
|                                                                                               | Sylvain Rancourt         | Conservateur                 | 237            | 1,2 %  | -     |
|                                                                                               | Sylvain Drolet           | Parti des sans parti         | 76             | 0,4 %  | -     |
|                                                                                               | Stéphane Pouleur         | Équipe autonomiste           | 55             | 0,3 %  | -     |
|                                                                                               | Grégoire Bonneau-Fortier | Parti indépendantiste (2008) | 27             | 0,1 %  | -     |
| Total                                                                                         | Total                    | Total                        | 19 669         | 100 %  |       |
| Le taux de participation lors de l'élection était de 43,6 % et 161 bulletins ont été rejetés. |                          |                              |                |        |       |

## Chauveau

### Contexte
Député de Chauveau depuis 2008, Gérard Deltell démissionne de l'Assemblée nationale du Québec le 8 avril 2015 afin de briguer investiture du Parti conservateur du Canada dans la circonscription de Louis-Saint-Laurent lors des élections fédérales canadiennes de 2015.
Remportée avec une large avance par l'Action démocratique du Québec puis par la Coalition avenir Québec depuis l'élection de 2007, la circonscription est analysée comme un fief de la deuxième opposition où seuls les libéraux pourraient créer la surprise.
Rapidement, deux figures des médias sont investies, deux journalistes pour remplacer un ancien journaliste, comme le soulignent plusieurs journaux. Ainsi, la CAQ investit Jocelyne Cazin, qui s'engage à venir vivre dans la circonscription, et le PLQ investit Véronyque Tremblay, déjà résidente du territoire.
Le Parti québécois présente lui aussi un journaliste puisque leur candidat est Sébastien Couture, journaliste en chef à L'Écho du Lac, un mensuel local.
Un chef de parti a annoncé sa candidature dans la circonscription : Adrien D. Pouliot, du Parti conservateur du Québec. Le 11 mai, Catherine Lovatt-Smith, chef adjointe du Parti vert du Québec, annonce sa candidature, mais elle se retire pour « raisons personnelles » huit jours plus tard.
Le 6 mai 2015, le conseil des ministres déclenche l'élection et fixe le scrutin au 8 juin, en même temps que l'élection partielle dans Jean-Talon.
Le 20 mai 2015 s'est tenu un débat sur les ondes du FM 93, en compagnie de Véronyque Tremblay, Jocelyne Cazin, Sébastien Couture et Marjolaine Bouchard. Les nombreux affrontements entre Jocelyne Cazin et Véronyque Tremblay ont notamment été retenus.

### Résultats
|                                                                                               | Nom                 | Parti                | Nombre de voix | %      | Maj.  |
| --------------------------------------------------------------------------------------------- | ------------------- | -------------------- | -------------- | ------ | ----- |
|                                                                                               | Véronyque Tremblay  | Libéral              | 10 330         | 41,3 % | 1 938 |
|                                                                                               | Jocelyne Cazin      | Coalition avenir     | 8 392          | 33,6 % | -     |
|                                                                                               | Sébastien Couture   | Parti québécois      | 3 844          | 15,4 % | -     |
|                                                                                               | Adrien D. Pouliot   | Conservateur         | 1 239          | 5 %    | -     |
|                                                                                               | Marjolaine Bouchard | Québec solidaire     | 863            | 3,5 %  | -     |
|                                                                                               | Frank Malenfant     | Parti des sans parti | 171            | 0,7 %  | -     |
|                                                                                               | Stéphanie Grimard   | Option nationale     | 125            | 0,5 %  | -     |
|                                                                                               | Manuel Mathieu      | Équipe autonomiste   | 34             | 0,1 %  | -     |
| Total                                                                                         | Total               | Total                | 24 998         | 100 %  |       |
| Le taux de participation lors de l'élection était de 43,1 % et 219 bulletins ont été rejetés. |                     |                      |                |        |       |